# Église Sainte-Marie-Madeleine de Gennevilliers
L'église Sainte-Marie-Madeleine de Gennevilliers, sise place Jean-Grandel, est un lieu de culte catholique de la commune de Gennevilliers dans les Hauts-de-Seine. Elle dépend du diocèse de Nanterre et elle est placée sous le vocable de sainte Marie-Madeleine. Elle est desservie par la station Le Village de la ligne 1 du tramway d'Île-de-France (T1).

## Historique

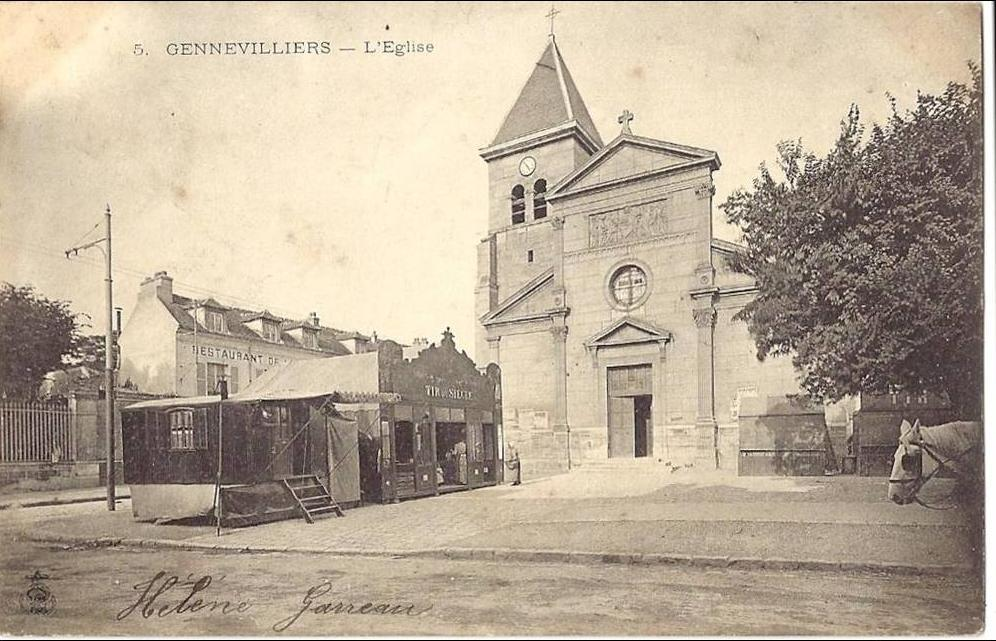
L'église Sainte-Marie-Madeleine à Gennevilliers

Initialement se trouvait sur cet emplacement une petite chapelle du XIIe siècle, dont les fondations furent lentement fragilisées par des infiltrations d’eau provenant de la Seine. Une église est ensuite mentionnée en 1302, puis à nouveau au cours du XVe siècle.
De façon certaine, cet édifice est remplacé par l’église actuelle dont la construction commence en 1650, et dont la première pierre fut posée par le prince de Conti, le 11 juin 1650. La porte et la façade, de type néo-classique, sont refaites et modifiées en 1830. Elle est consacrée en 1665 par Guillaume Le Boux, évêque de Dax. On y trouve des pierres tombales du XVIe siècle .

## Architecture

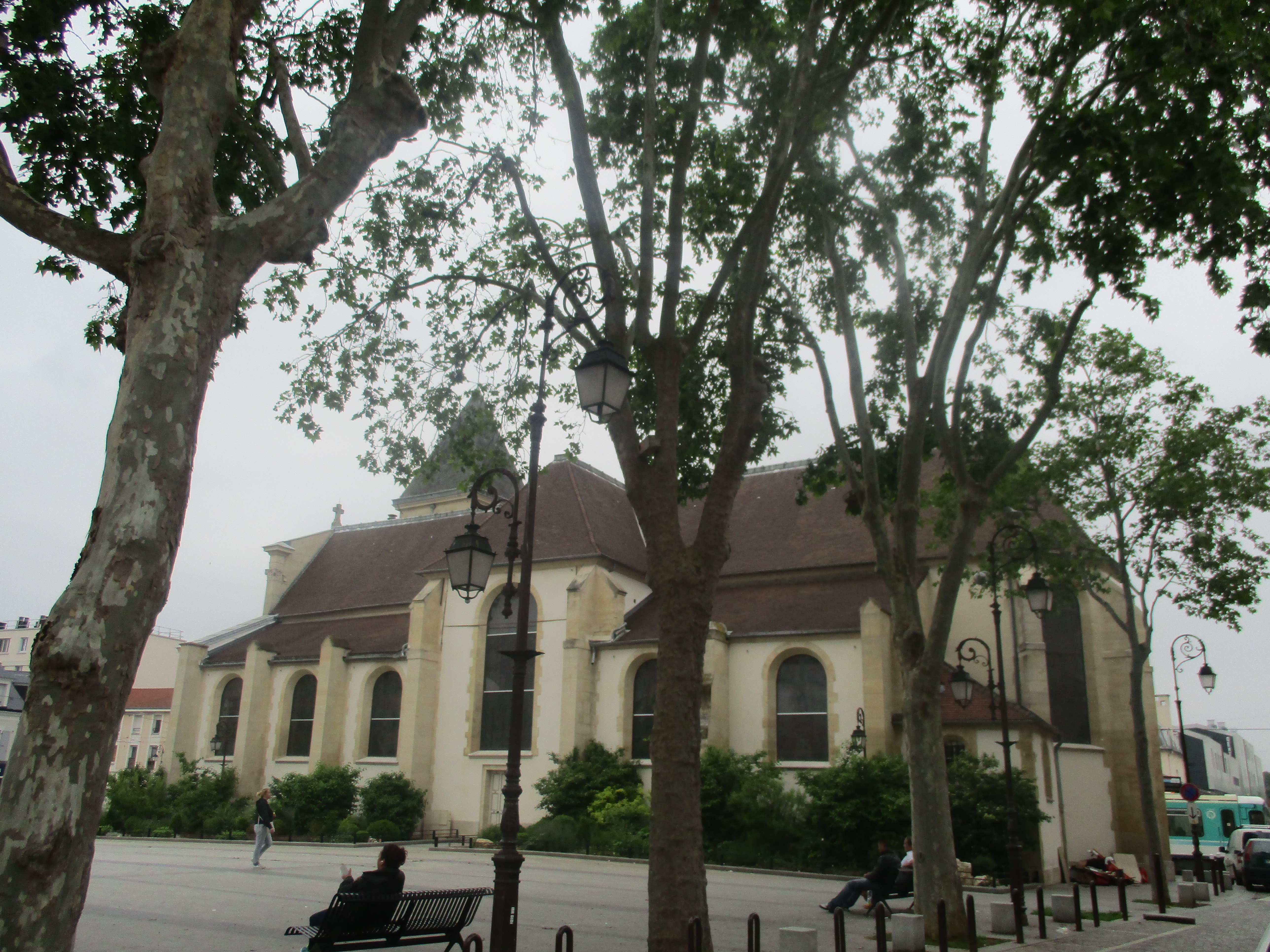
Eglise Gennevilliers Place Jean Grandel

L'église se compose d'une nef à trois travées et de bas-côtés, avec un transept non-saillant, le tout étant voûté d'ogives. Deux sacristies (l'une du milieu du XIXe siècle, l'autre de 1887) flanquent le chœur pentagonal. Le clocher du XVIe siècle s'élève du bas-côté Nord. Il est couvert d'ardoise.
Le bas-relief de la façade sous le fronton néo-classique est dû au sculpteur Eugène-André Oudiné, aidé de Hardouin. Il représente le Christ bénissant entouré de disciples.

## Intérieur
Elle est ornée de deux verrières datant de 1911, œuvre du peintre-verrier Louis Trézel, représentant des saintes et des saints, dont sainte Geneviève.
Au fond du choeur de l'église, un grand tableau de Jean-Pierre Mignard, venant du Château de St Cloud avant qu'il ne brûle, est une piéta où Marie, entourée d'anges, porte le corps de Jésus

## Paroisse
La messe dominicale est célébrée à 11 heures.

## Pour approfondir

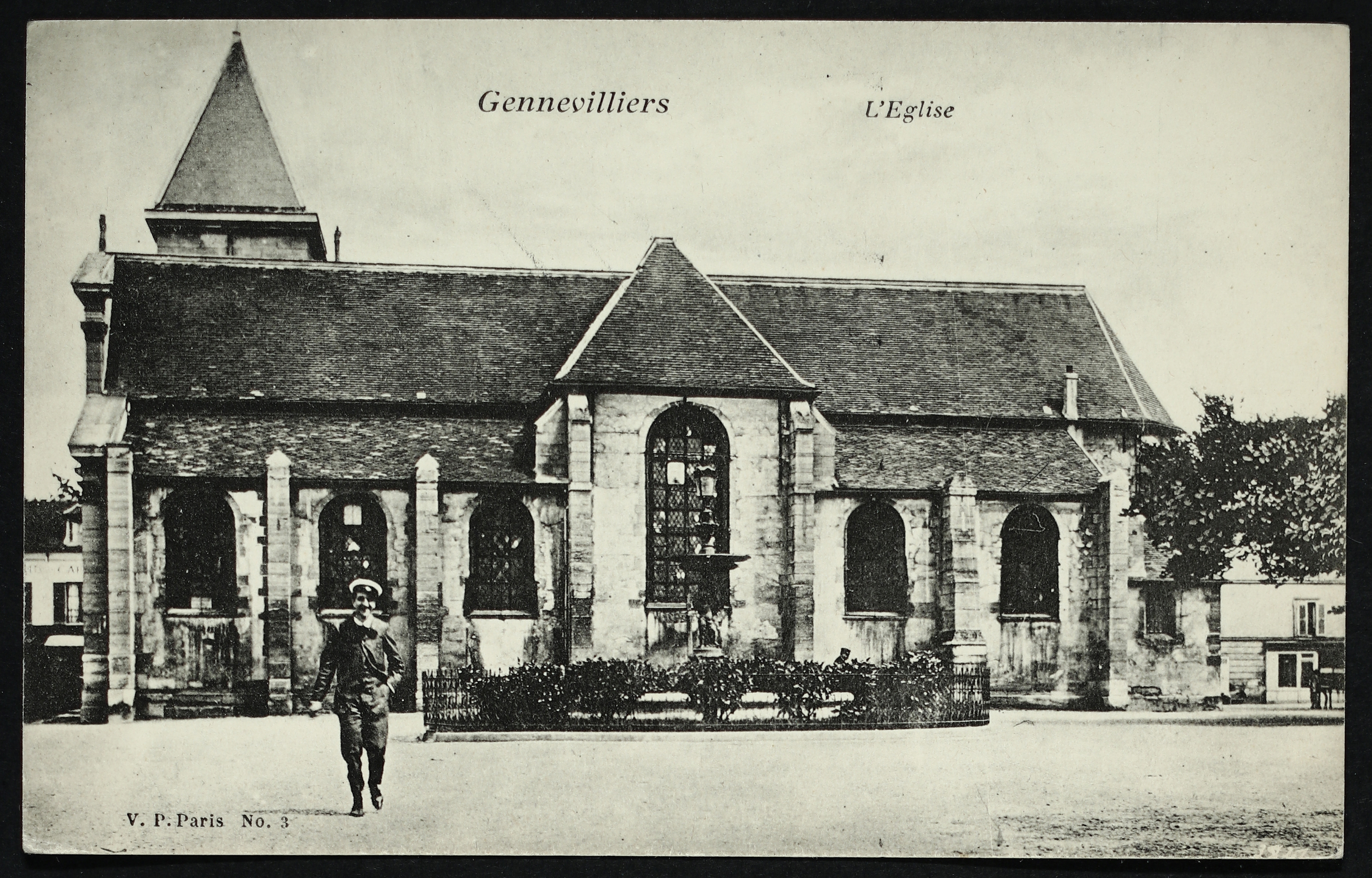
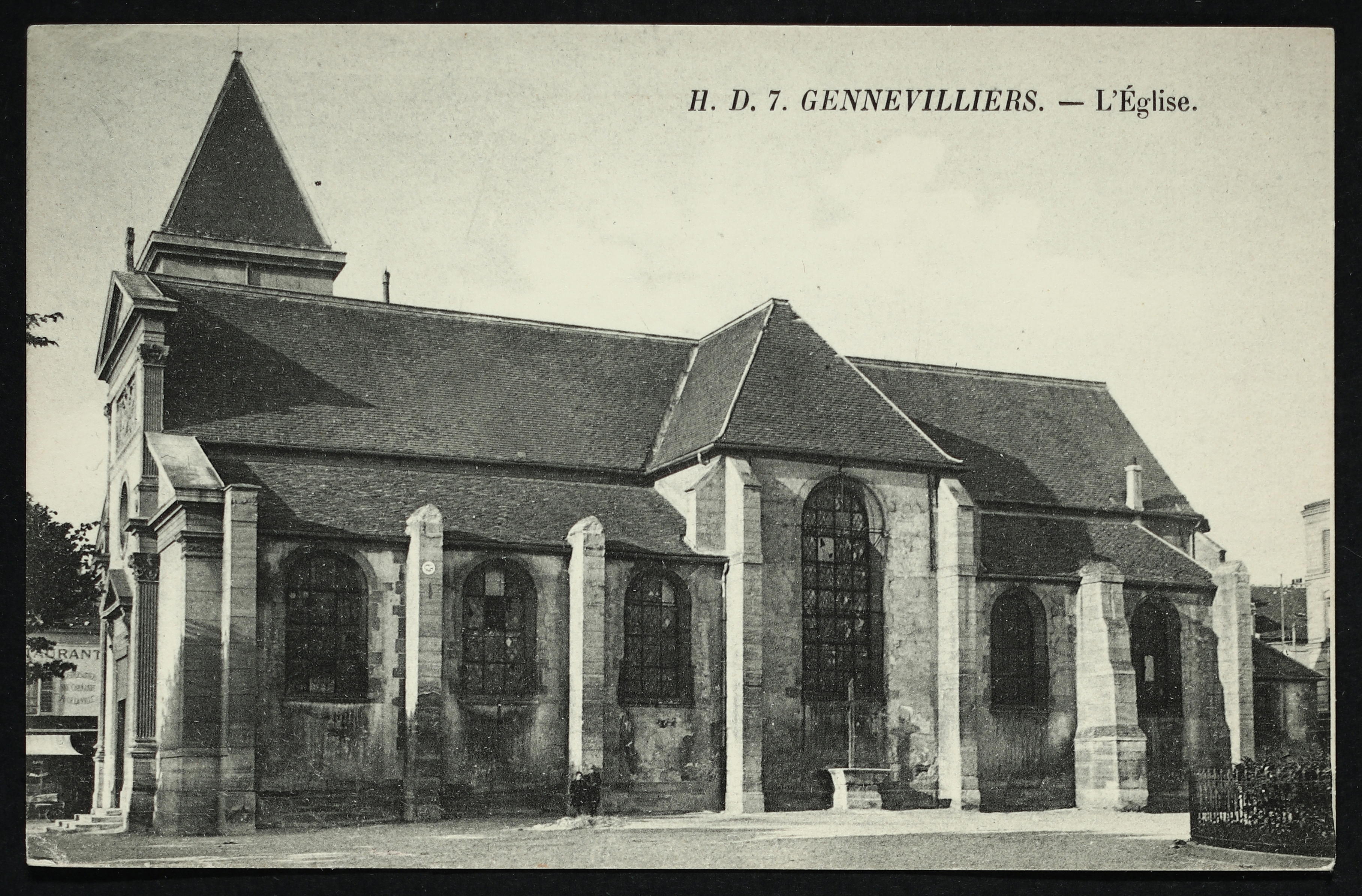
Côté Sud.
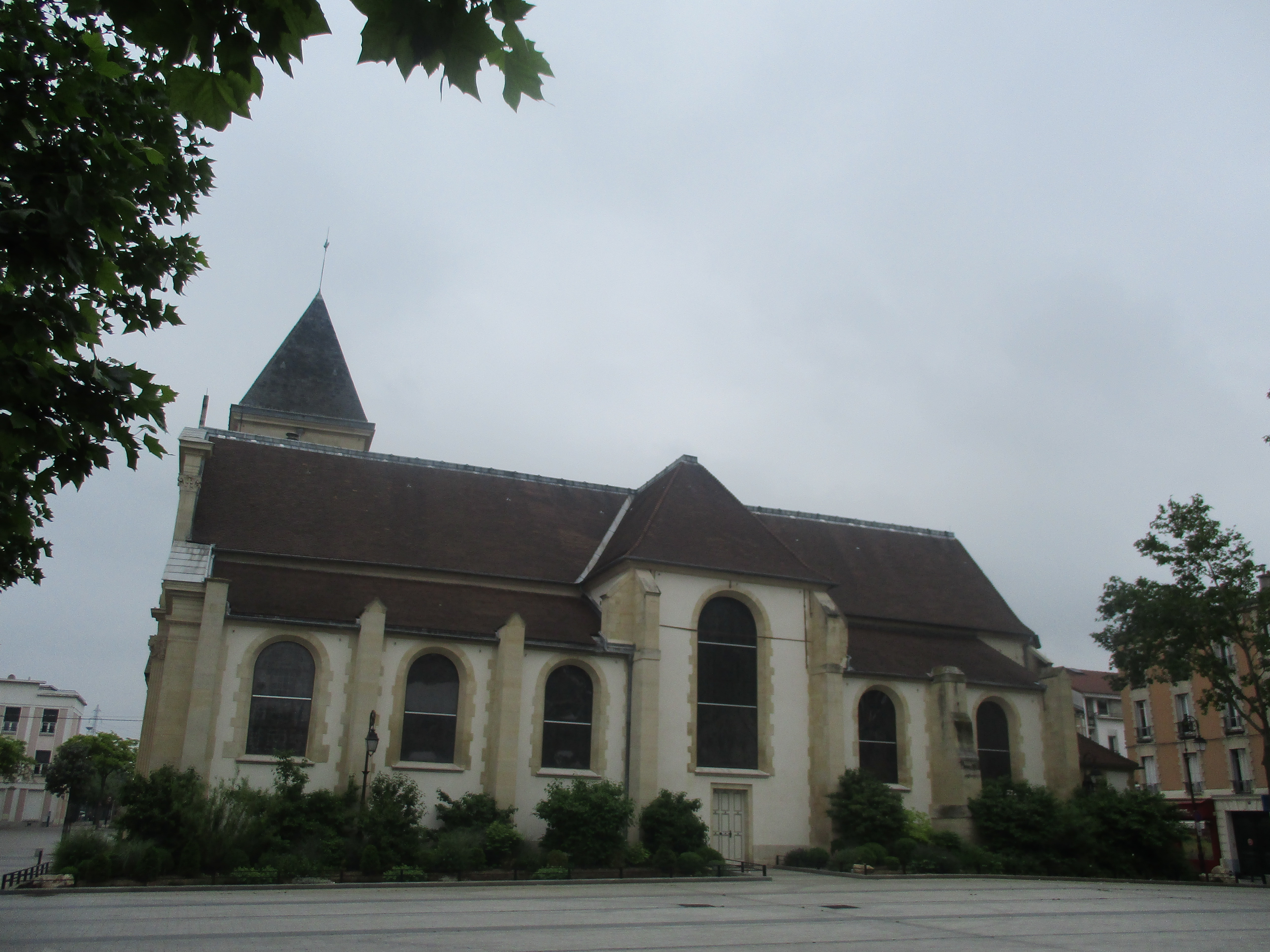